# Veslanje na Poletnih olimpijskih igrah 1984
Veslanje na Poletnih olimpijskih igrah 1984 je obsegalo 14 disciplin. Moški so nastopili v osmih, ženske pa v šestih. 
Zaradi bojkota teh iger s strani vzhodnega bloka na igrah niso nastopile veslaške velesile Nemška demokratična republika, Sovjetska zveza in Bolgarija. Iger se je od redkih vzhodnih držav udeležila Romunija in v veslanju dominirala, predvsem v ženskih disciplinah, kjer so osvojili pet zlatih medalj od šestih disciplin. 
Na tej Olimpijadi je svojo prvo zlato medaljo osvojil Sir Steven Redgrave, ki je nato še na štirih naslednjih Olimpijadah osvojil zlato medaljo. Svoje prvo zlato je na teh igrah osvojila tudi Elisabeta Oleniuc, ki se je kasneje poročila in zaslovela kot Elisabeta Lipă. Lipă je svojo zadnjo zlato medaljo od skupno petih osvojila leta 2004, dvajset let kasneje. 

## Pregled medalj

### Moški
| Disciplina            | Zlato: | Srebro: | Bron: |
| Enojec                | Finska Pertti Karppinen 7:00.24 | Zvezna republika Nemčija Peter-Michael Kolbe 7:02.19 | Kanada · Robert Mills · 7:10.38 |
| Dvojni dvojec         | ZDA · Brad Alan Lewis · Paul Enquist | Belgija · Pierre-Marie Deloof · Dirk Crois | Jugoslavija Zoran Pancić Milorad Stanulov |
| Dvojni četverec       | Zvezna republika Nemčija Albert Hedderich Raimund Hormann Dieter Wiedenmann Michael Dursch 5:57.55                                                 | Avstralija · Paul Reedy · Gary Gullock · Timothy Mclaren · Anthony Lovrich · 5:57.98                                                                                             | Kanada · Doug Hamilton · Mike Houghs · Phil Monckton · Bruce Ford · 5:59.07                                                                                     |
| Dvojec brez krmarja   | Romunija Petru Iosub Valer Toma | Španija Fernando Climent Luis María Lasúrtegui | Norveška Hans Magnus Grepperud Sverre Løken |
| Dvojec s krmarjem     | Italija Carmine Abbagnale Giuseppe Abbagnale Giuseppe Di Capua 7:05.99                                                                             | Romunija Dimitrie Popescu Vasile Tomoiaga Dumitru Raducanu 7:11.21 | ZDA · Kevin Still · Robert Espeseth · Doug Herland · 7:12.81 |
| Četverec s krmarjem   | Združeno kraljestvo Richard Budgett Martin Cross Adrian Ellison Andy Holmes Steve Redgrave 6:18.64                                                 | ZDA · Edward A Ives · Thomas N Kiefer · Michael Bach · Greg T Springer · John S Stillings · 6:20.28                                                                              | Nova Zelandija Brett Hollister Kevin Lawton Barrie Mabbott Don Symonds Ross Tong 6:23.68                                                                        |
| Četverec brez krmarja | Nova Zelandija Leslie O'Conell Shane O'Brien Conrad Robertson Keith Trask 6:03.48                                                                  | ZDA · David Clark · Johnathan Smith · Philip Stekl · Alan Forney · 6:06.10 | Danska Michael Jessen Lars Nielsen Per H.S. Rasmussen Eric Christiansen 6:07.72                                                                                 |
| Osmerec               | Kanada · Blair Horn · Dean Crawford · Michael Evans · Paul Steele · Grant Main · Mark Evans · Kevin Neufeld · Pat Turner · Brian McMahon · 5:41.32 | ZDA · Walter Lubsen · Andrew Sudduth · John Terwilliger · Christopher Penny · Thomas Darling · Fred Borchelt · Charles Clapp III · Bruce Ibbetson · Robert Jaugstetter · 5:41.74 | Avstralija · Craig Muller · Clyde Hefer · Samuel Patten · Tim Willoughby · Ian Edmunds · James Battersby · Ion Popa · Stephen Evans · Gavin Thredgold · 5:43.40 |

### Ženske
| Disciplina          | Zlato: | Srebro: | Bron: |
| Enojec              | Romunija Valeria Racila 3:40.68 | ZDA · Charlotte Geer · 3:43.89 | Belgija · Ann Haesebrouck · 3:45.72 |
| Dvojni dvojec       | Romunija Mariora Popescu Elisabeta Oleniuc 3:26.75 | Nizozemska Greet Hellemans Nicolette Hellemans 3:29.13 | Kanada · Daniele Laumann · Silken Laumann · 3:29.82 |
| Dvojni četverec     | Romunija Titie Taran Anisoara Sorohan Ioana Badea Sofia Corban Ecaterina Oancia 3:14.11                                                                                | ZDA · Anne Marden · Lisa Rohde · Joan Lind · Virginia Gilder · Kelly Rickon · 3:15.57                                                                                     | Danska Hanne Eriksen Birgitte Hanel Charlote Koefoed Bodil Steen Rasmussen Jette Hejli Sørensen 3:16.02                                                                             |
| Dvojec brez krmarke | Romunija Rodica Arba Elena Horvat 3:32.60 | Kanada · Elizabeth Craig · Tricia Smith · 3:36.06 | Zvezna republika Nemčija Ellen Becker Iris Völkner 3:40.50 |
| Četverec s krmarko  | Romunija Florica Lavric Maria Fricioiu Chira Apostol Olga Bularda Viorica Ioja 3:19.30                                                                                 | Kanada · Marilyn Brain · Angie Schneider · Barbara Armbrust · Jane Tregunno · Lesley Thompson · 3:21.55                                                                   | Avstralija · Robin Grey-Gardner · Karen Brancourt · Susan Chapman · Margot Foster · Susan Lee · 3:23.29                                                                             |
| Osmerec             | ZDA · Kristen Thorsness · Kristine Norelius · Shyril O'Steen · Carie Graves · Kathryn Keeler · Harriet Metcalf · Betsy Beard · Carol Bower · Jeanne Flanagan · 2:59.80 | Romunija Marioara Trasca Lucia Sauca Doina Liliana Snep-Balan Aneta Mihaly Aurora Plesca Camelia Diaconescu Viorica Ioja Mihaela Armasescu Adriana Bazon-Chelariu 3:00.87 | Nizozemska Wiljon Vaandrager Marieke van Drogenbroek Harriet van Ettekoven Catharina Neelissen Anne Quist Nicolette Hellemans Martha Laurijsen Greet Hellemans Lynda Cornet 3:02.92 |